# Adelophryne
Az Adelophryne a kétéltűek (Amphibia) osztályába, a békák (Anura) rendjébe és az Eleutherodactylidae családjába tartozó nem. Dél-Amerikának az Andoktől keletre eső területein honosak.

## Megjelenése
Az Adelophryne nembe tartozó békák kis méretűek, a kifejlett egyedek mérete nem haladja meg a 17 mm-t. Pupillájuk ovális, vízszintes elhelyezkedésű. A hallószerv jól kivehető. Ujjai ellapultak, rajtuk aszimmetrikusan csúcsosodó, laterálisan rovátkált hosszúkás korongok helyezkednek el. Ujjaikon nincs úszóhártya. A negyedik ujj kisebb, mint a többi. A hímeknél nagy méretű torokzacskó figyelhető meg.

## Nevének eredete
A név a görög adelos (láthatatlan, ismeretlen) és phryne (béka) szavakból ered, arra utal, hogy ezeket a kis méretű békákat egészen az utóbbi időkig alig sikerült megfigyelni.

## Rendszerezés
A nembe az alábbi fajok tartoznak:
- Adelophryne adiastola Hoogmoed & Lescure, 1984
- Adelophryne baturitensis Hoogmoed, Borges & Cascon, 1994
- Adelophryne glandulata Lourenço de Moraes, Ferreira, Fouquet & Bastos, 2014
- Adelophryne gutturosa Hoogmoed & Lescure, 1984
- Adelophryne maranguapensis Hoogmoed, Borges & Cascon, 1994
- Adelophryne meridionalis Santana, Fonseca, Neves & Carvalho, 2012
- Adelophryne michelin Lourenço-de-Moraes, Dias, Mira-Mendes, Oliveira, Barth, Ruas, Vences, Solé, and Bastos, 2018
- Adelophryne mucronatus Lourenço-de-Moraes, Solé & Toledo, 2012
- Adelophryne pachydactyla Hoogmoed, Borges & Cascon, 1994
- Adelophryne patamona MacCulloch, Lathrop, Kok, Minter, Khan & Barrio-Amoros, 2008